# Площадь Воровского (Москва)
Площадь Воро́вского — одна из центральных площадей Москвы, расположена в Мещанском районе между Кузнецким Мостом, Большой Лубянкой и Фуркасовским переулком.

## Описание
Площадь Воровского расположена на углу улиц Большая Лубянка и Кузнецкий Мост. С юго-востока на неё выходит Фуркасовский переулок. В настоящее время на площади расположена автомобильная парковка.

## История и основные архитектурные объекты

### Церковь Введения Пресвятой Богородицы во Храм (снесена)

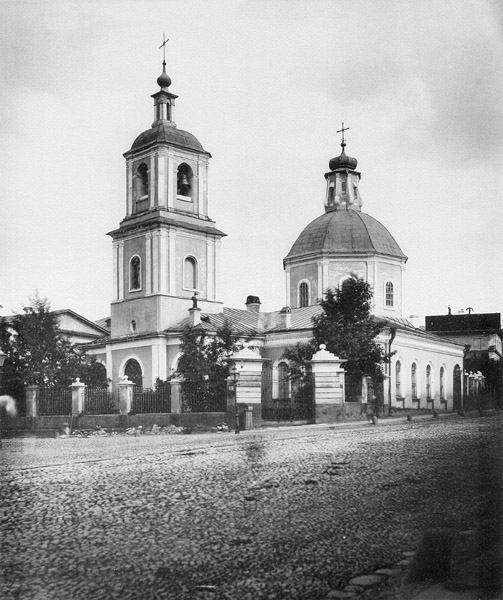
Церковь Введения Пресвятой Богородицы во Храм, 1881 г.

Ранее на месте площади стояла церковь Церковь Введения Пресвятой Богородицы во Храм, построенная в 1514—1519 годах итальянским зодчим Алевизом Фрязином Новым в числе одиннадцати каменных церквей в Москве по указу великого князя Василия III. В первое время церковь называлась также «что во Псковичах», по близлежащему поселению жителей Пскова, вывезенных в Москву Василием III. Возможно, что Введенская церковь была построена на средства псковичей. В середине XVIII века церковь называлась также «на Стрелке», а по ней весь проезд к мосту через реку Неглинную стал называться Введенской улицей.

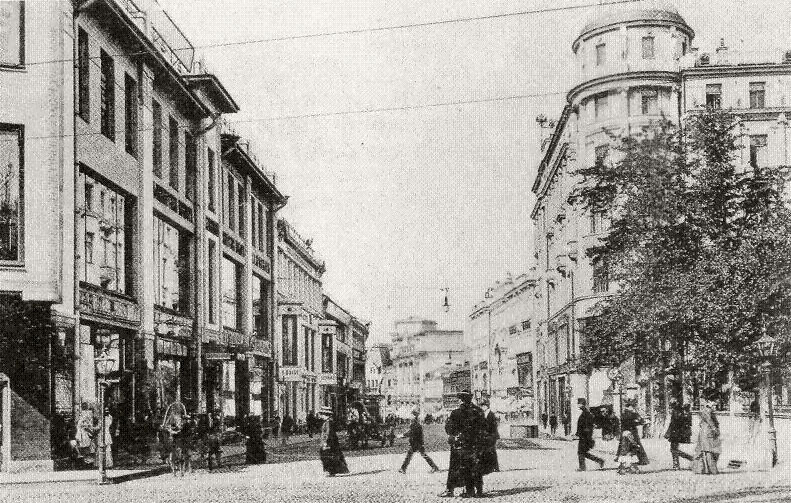
Вид с Большой Лубянки, справа Доходный дом Первого Российского страхового общества, ок. 1900 г.

В начале XVII в. возле церкви находился двор князей Пожарских. 18 марта 1611 года, во время восстания москвичей против польского гарнизона, здесь было построено укрепление («острожек»), защищавшееся князем Дмитрием Пожарским — один из последних оплотов восстания в городе; в бою Пожарский был ранен и увезен в Троице-Сергиеву Лавру. После изгнания из Москвы поляков на средства Пожарского церковь была отремонтирована и в ней была помещена Казанская икона Божией Матери, позднее перенесённая в Казанский собор на Красной площади. При церкви Введения была похоронена первая супруга Пожарского Прасковья Варфоломеевна, в память о которой на средства Пожарского в церкви был устроен придел во имя святой великомученицы Параскевы. Рядом с церковью на отдельном каменном столбе стояла икона Знамения, возле которой, по преданию, прекратился грандиозный московский пожар 1737 года, разрушивший почти весь город. Во время пожара сгорела находившаяся рядом небольшая церковь преподобной Феодосии. После пожара на столбе была оставлена копия, а сама икона в окладе, украшенном драгоценными камнями, хранилась во Введенской церкви. В 1745—1749 годах церковь была существенно перестроена архитектором Постниковым, к ней была пристроена трапезная и новая колокольня. На Сретенку (современная Большая Лубянка) выходили церковные лавки и «блиння». К 1772 году в церкви было 268 прихожан мужского пола и 208 женского. Среди прихожан церкви в начале XIX века был живший напротив московский генерал-губернатор Ф. В. Ростопчин.
В 1817 году владелец антикварного магазина Д. А. Лухманов на собственные средства обновил живопись в храме, выполнив её в стиле Рафаэля и Рубенса. В церкви сохранялись и древние иконы. В 1826 году в церкви прошло отпевание графа Ф. В. Ростопчина. В 1870-е годы приделы церкви были расширены. В 1897 году вышла большая книга священника и историка В. П. Антушева «Летопись Введенской церкви, что на углу Кузнецкаго моста и Большой Лубянки в Москве», повествующая историю храма и его прихожан, а также содержащая описание книг, икон и церковной утвари, которые к концу XIX века находились во Введенской церкви.

### Доходный дом Первого Российского страхового общества

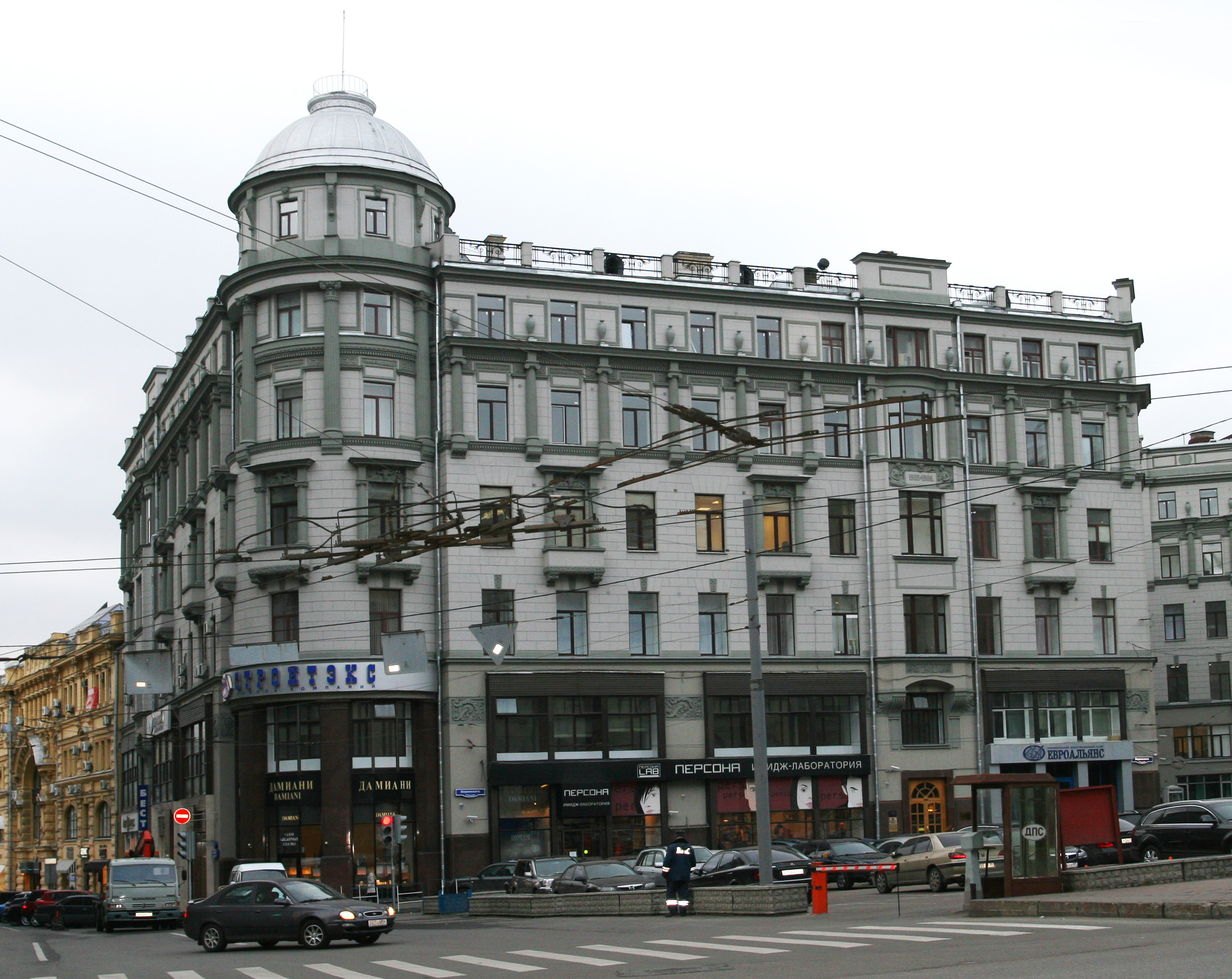
Доходный дом Первого Российского страхового общества, угловая часть, 2008 г.

В начале XVIII века несколько больших участков в этой части Кузнецкого Моста принадлежали князьям Голицыным: вначале Д. Г. Голицыну, а затем его сыну Алексею и внуку Николаю. Обширный двор Голицыных включал в себя двухэтажные каменные палаты и деревянные строения вокруг. В 1819 году владение перешло В. В. Варгину — богатому коммерсанту, монопольному поставщику заказов для российской армии, на средства которого было построено здание Малого театра, впоследствии переданное в казну. В его доме бывали поэт А. Ф. Мерзляков, братья Н. А. Полевой и К. А. Полевой. Н. В. Гоголь называл В. В. Варгина «умным купцом в Москве». В 1830 году Варгин попал в опалу военному министру А. И. Татищеву, был заключён под стражу, а над его имениями установлена опека, которая была снята только в 1858 году. После кончины В. В. Варгина в 1859 году владение переходит к его наследникам, в числе которых были М. И. Лясковская, жена профессора химии Московского университета Н. Э. Лясковского, и её брат Н. И. Варгин, сотрудник Общества сельского хозяйства. М. И. Лясковская приходилась крёстной матерью поэту Андрею Белому, давшему ей в своих воспоминаниях крайне нелицеприятные оценки. С середины XIX века в двухэтажном здании, фасадом выходившем на Кузнецкий мост, более 40 лет размещались многочисленные магазины: полотняной фабрики Мертваг; ювелирный магазин Овчинникова; книжный магазин рижского купца В. Дейбнера; случайных антикварных и редких вещей А. А. Бо; первой в России фабрики гнутой буковой мебели Войцехова. В начале 1900-х годов здесь жил художник-график И. Н. Павлов, получивший известность своими оригинальными станковыми ксилографиями и линогравюрами с изображениями архитектуры старой Москвы.
В 1880-х годах во владении Варгиных-Лясковских разместилось учреждённое в 1827 году Н. С. Мордвиновым и Л. И. Штиглицем Первое Российское страховое общество от огня, которое в 1903 году приобрело весь обширный участок за 1 миллион 6 тысяч 518 руб. 56 коп. По заказу Страхового общества в 1905—1906 годах архитекторами Л. Н. Бенуа и А. И. Гунстом был построен большой доходный дом в свободном неоклассическом стиле, выходящий фасадами на Большую Лубянку и Кузнецкий мост. На закладке, как писала пресса, «огромного миллионного здания» присутствовал московский генерал-губернатор А. А. Козлов и другие высокопоставленные лица. Позднее этими же архитекторами был построен ещё один дом для Первого Российского страхового общества — Дом Бенуа в Санкт-Петербурге. Доходный дом на Кузнецком Мосту — единственная московская постройка Леонтия Бенуа, известного и влиятельного зодчего и преподавателя, учителя многих ставших впоследствии знаменитыми архитекторов.
В 1910-х годах в доме размещалась фотография К. А. Фишера, арендовал помещение Первый русский автомобильный клуб Москвы, председателем которого был князь Ф. Ф. Юсупов. С 1918 года и до постройки в 1952 году высотного здания на Смоленской-Сенной площади в этом здании размещался Народный Комиссариат иностранных дел (с 1946 года Министерство иностранных дел СССР). На доме установлена мемориальная доска в память о Г. В. Чичерине, бывшим Наркомом иностранных дел с 1918 по 1930-е годы. В части дома, выходящей на Кузнецкий мост, в разное время жили: известная актриса, оперная певица и педагог Т. С. Любатович, портреты которой писали живописцы М. А. Врубель и К. А. Коровин; российский историк-востоковед А. Ф. Миллер; знаменитая советская актриса Рина Зелёная. После переезда на Смоленскую-Сенную площадь МИДа, в доме размещались Министерство автомобильной промышленности СССР и Министерство  тракторного и сельскохозяйственного машиностроения СССР. Доходный дом Первого Российского страхового общества является выявленным объектом культурного наследия.

### Здание ФСБ РФ

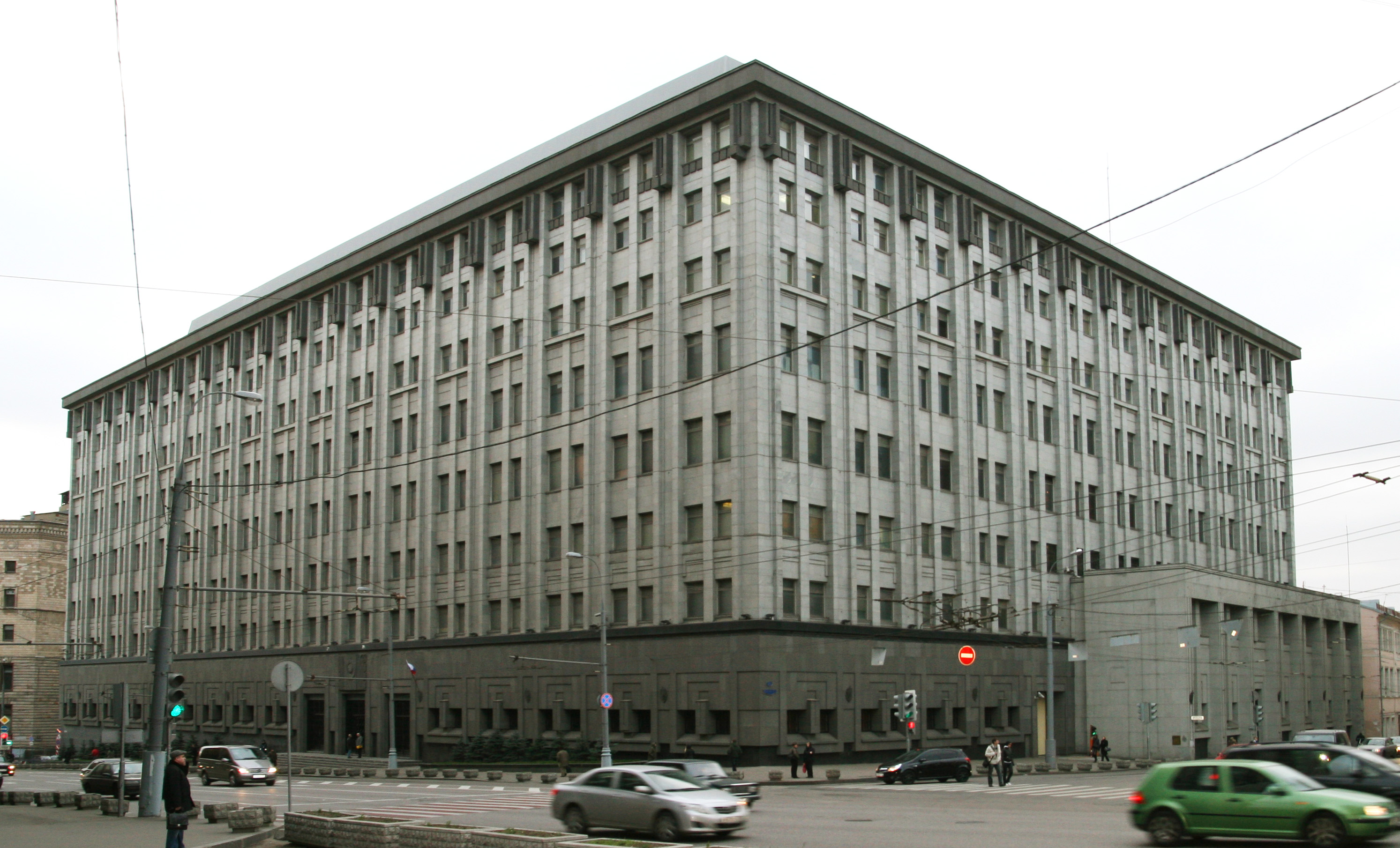
Здание ФСБ РФ, вид с Большой Лубянки, 2008 г.

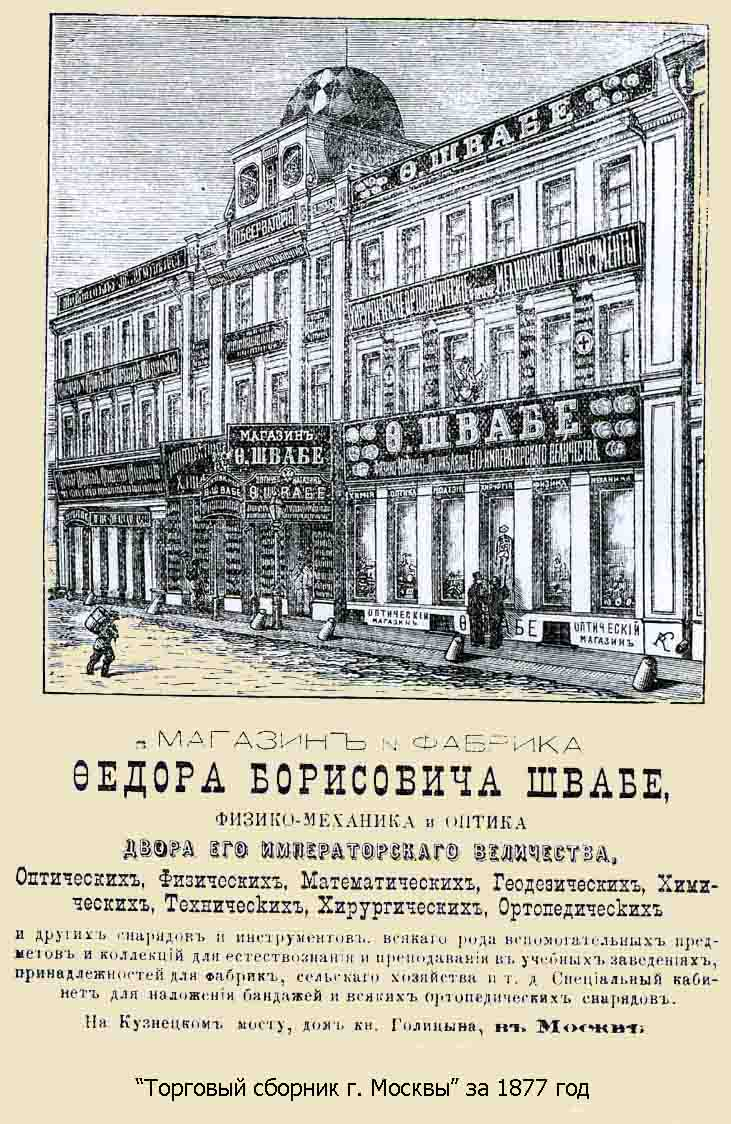
Реклама фирмы Ф. Швабе, с гравюрой здания на Кузнецком Мосту, 1877 г.

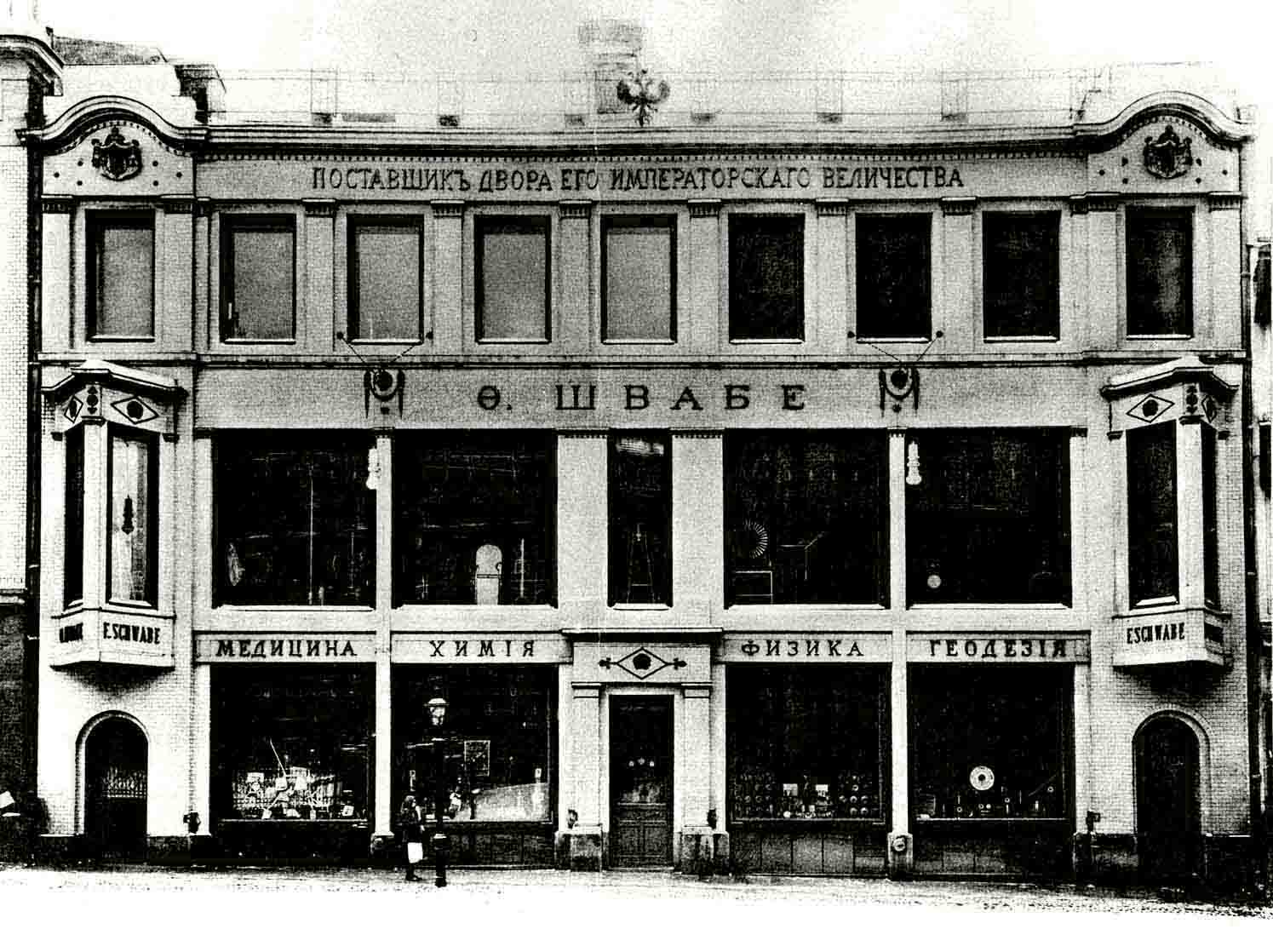
Магазин Ф. Швабе, ок. 1900 г.

На южной стороне площади до момента постройки в 1980-х годах современного административного здания находилось два строения, имевшие № 22 — 24 по улице Кузнецкий Мост. Территория, занимаемая в настоящее время монументальным восьмиэтажным домом № 24, известна по переписным книгам с 1738 года и ранее примыкала к Пушечному двору. В то время здесь размещались владения князей Волконских. В 1760—1770-е годы среди небольших владений высились палаты князей Хилковых. В 1780-х годах на углу современного Кузнецкого Моста находился дом дочери генерала-аншефа В. М. Долгорукова-Крымского княжны Ф. В. Долгоруковой-Крымской. В начале XIX века владение Долгоруковой-Крымской переходит к князьям Голицыным — братьям Дмитрию и Михаилу. Потомки Голицыных владели этой территорией вплоть до 1917 года.
Д. Н. Голицын погиб во время Бородинского сражения Отечественной войны 1812 года. М. Н. Голицын прославился как основатель первого московского пассажа на Петровке «Галереи с магазинами М. Н. Голицына». Свой дом на углу Большой Лубянки и Введенской улицы Голицын также перестроил для размещения магазинов. Вскоре после изгнания французских солдат домах Голицыных открылись многочисленные торговые точки. В марте 1813 года в доме Голицына открылись «Санкт-Петербургская кондитерская» и бакалейный магазин, в котором продавался «уксус четырёх разбойников», предохранявший от заразных заболеваний. В начале 1814 года в доме поселился профессор Московского университета Ф. Ф. Рейсе и открыл аптеку с продажей минеральных вод. В 1820-е годы итальянский купец Пётр Безоци торговал здесь лучшими по тем временам сырами, итальянскими колбасами, вестфальской ветчиной, оливками и каперсами, макаронами и другим деликатесным товаром. В доме находились и различные «депо» — магазины обоев, обуви, мануфактур другие, а также многочисленные книжные магазины: К. Урбена, М. Арльта, Ф. Северина, Н. Крашенинникова, К. Тихомирова, П. Захарова, Т. Лебедева. Магазин «депо» — обоев, обуви, мануфактур и т. п.; зазывали читателей вывески книжных магазинов: К. Урбена, М. Арльта, Ф. Северина, Н. Крашенинникова, К. Тихомирова, П. Захарова, Т. Лебедева. Магазин Р. Ревеля «Мануфактурные новости» и магазин «Город Париж» славились заграничным кашемиром, китайскими крепонами, тафтой. Магазин «Дрезден» продавал хрусталь и фарфор Ауэрбаха, Гарднера и Мальцева, торговый дом Павла Сорокоумовского славился мехами.
В 1835—1836 году здесь жил известный скульптор И. П. Витали, создавший в это время фонтан у Большого театра на Театральной площади. В доме Витали останавливался живописец К. П. Брюллов, которого в мае 1836 года посетил А. С. Пушкин, бывал живописец В. А. Тропинин.
В 1850-х годах здесь открывается магазин семян и саженцев садовых и сельскохозяйственных растений ботаника и основателя известной фирмы К. А. Мейера и магазин английских металлических товаров О. И. Губерта (затем — В. Кирхгофа). В середине 1850-х в угловой дом переезжает фирма швейцарского купца Ф. Б. Швабе,. В начале XX века фирма, которой после смерти А. И. Гамбургера  руководила его вдова — Матильда Гамбургер — стала одним из крупнейших в России предприятий по производству оптических, физических, геодезических приборов и медицинских инструментов. Магазин предлагал покупателям большой ассортимент товаров как по фотографии, так и по дагерротипии: объективы Фойхтлендера, складные штативы, копирные рамки, дагерротипные пластинки, фотографическую бумагу, французские стёкла для коллодиума. Здесь же москвичи впервые ознакомились с фонографом и другими изобретениями Томаса Эдисона. На крыше здания магазина была устроена башня с астрономической обсерваторией, где согласно расписанию в вечернее время можно было послушать лекции по астрономии, наблюдать Луну и другие планеты.
Размещавшийся в здании магазин австрийского мебельщика М. Тонета «Братья Тонет» славился венской гнутой мебелью, а магазин фабрики металлических вещей Крумбюгеля, участвовавший в изготовлении убранства для Большого Кремлёвского дворца и Эрмитажа, продавал люстры и «солнечные лампы». Во второй половине XIX века в доме также находились: магазин ламп и бронзовых изделий А. Шнейдера, «дагерротипное заведение» Баумгарбена, перешедшее позднее известному художнику-фотографу Ивану Дьягоченко.
В начале XX века в здании начала работать «Кузнецкая столовая» с кухмистерской, снабжавшая обедами. Многие годы здесь находились также «Курсы иностранных языков Берлица» с бюро переводов, которое исполняло «переписку на всех языках и всякого рода». В то же время здесь работал кондитерский магазин Г. Ландрина — «карамельного короля» России, фамилия которого дала название недорогим леденцам; розничный магазин братьев Носовых; магазин белья «Жокей-клуб».
В 1907—1908 годах фасад здания был изменён по проекту архитектора Н. Д. Струкова, а рядом с ним, специально для фирмы «Ф. Швабе», было построено новое 4-этажное здание, где помещалась администрация фирмы и магазин. В 1915 году здесь образовалось Русско-Чешское общество имени Яна Гуса, по инициативе которого в корпусе Московского университета на Моховой улице был установлен бюст Гуса и проведены народные торжества на Поклонной горе.
В конце 1920-х годов в доме № 22 размещались акционерные общества «Дубитель» и «Сельхозимпорт»; в доме № 24 — Московская контора Металлургического синдиката и трест «Точмех». В 1930 году здесь находился основанный в 1920 году Институт химического машиностроения.
В 1982 году на месте снесённых домов фирмы Ф. Швабе (№ 22-24 по Кузнецкому мосту) по проекту архитекторов Б. В. Палуя и Г. В. Макаревича было построено одно из зданий КГБ СССР (ныне — Федеральная служба безопасности Российской Федерации).

### Памятник В. Воровскому

Памятник В. В. Воровскому, 2008 г.

В небольшом парадном дворе, выходящим в проезд Первого Российского Страхового Общества, 11 мая 1924 года был установлен бронзовый памятник революционеру и одному из первых советских дипломатов В. В. Воровскому, сооружённый по проекту скульптора М. И. Каца (который был сотрудником полпредства СССР в Италии) и установленный на этом месте в годовщину гибели В. В. Воровского. Монумент был создан в Италии при участии НКИД, НКВД и представительства СССР за границей, о чём свидетельствует выполненная на тыльной стороне постамента надпись. Памятник выполнен в живой, подвижной манере, свидетельствующей о импрессионистических пристрастиях скульптора. Постамент памятника изготовлен из итальянского травертина.
Памятник Воровскому является объектом культурного наследия регионального значения. В 2008 году завершилась его реставрация, проведённая впервые после установки.

### Образование площади
После строительства по периметру Введенской церкви доходного дома Первого Российского страхового общества, на этом месте образовался проезд Первого Российского Страхового Общества. Под предлогом переноса памятника Воровскому в мае 1924 года была начата кампания по сносу Введенской церкви. В октябре 1924 года отрядом безработных была сломана колокольня, а в следующем году снесено и само церковное здание. Церковное убранство было передано в близлежащую церковь Вознесения бывшего Варсонофьевского монастыря в одноименном переулке, но потом и эта церковь была снесена.
Освободившийся угол между Кузнецким Мостом, Большой Лубянкой и Фуркасовским переулком получил название площади Воровского, однако памятник В. В. Воровскому в её центр так и не был перенесен. В настоящее время большую часть площади занимает автомобильная стоянка.

## Общественный транспорт
- Автобусы: м2, м9, н9